# Porzellanzahn
Porzellanzahn ist eine Bezeichnung für Zahnersatz aus keramischen Werkstoffen. Während im 18. Jahrhundert zunächst klassisches Haushaltsporzellan zur Fertigung künstlicher Zähne verwendet wurde, nutzt man heute moderne Hochleistungskeramiken. Der etablierte Begriff Porzellanzahn ist jedoch statt Keramikzahn weiterhin als Trivialbezeichnung in Gebrauch.

## Geschichte
Die Herstellung von Porzellanzähnen im 18. Jahrhundert war eine wichtige Materialinnovation für die Zahnmedizin. Im Gegensatz zu den bislang verwendeten organischen Materialien wie Knochen, Elfenbein, aber auch tierischen und menschlichen Zähnen, war Porzellan resistent gegen die dauernde Einwirkung von Speichel und Nahrungsresten. Porzellanzähne konnten also dauerhaft getragen werden, ohne dass Verfärbungen, übler Geruch, Beeinträchtigungen des Geschmacksempfindens und Infektionen im Mundraum zu befürchten waren.
Erstmals patentiert wurden Porzellanzähne im Jahr 1787 von dem französischen Zahnarzt Nicolas Dubois de Chémant, dessen Arbeit sich auf frühere Experimente des Pariser Apothekers Alexis Duchâteau stützte.
Die fabrikmäßige Produktion von Porzellanzähnen begann in England bereits 1838, in den USA 1844 und im Jahre 1893 mit Gründung der Zahnfabrik Wienand in Pforzheim auch in Deutschland.

### Historische Prothesen mit Porzellanzähnen
Dubois befestigte die von ihm entwickelten Porzellanzähne auf einer ebenfalls aus Porzellan gefertigten Prothesenplatte. 1815 gelang dem italienischen Zahnarzt Giuseppangelo Fonzi dann die Integration von Porzellanzähnen in eine Prothesenplatte aus Metall. 1864 patentierten Thomas W. Evans und Clark S. Putnam in den USA die erste Kautschukprothese mit Porzellanzähnen.
Ab den 1930er Jahren kamen auch Kunststoffprothesen mit Porzellanzähnen in Gebrauch.

### Historische Porzellankronen
Als erster einzeln getragener Porzellanzahn gilt die von Dubois im Jahr 1802 entwickelte Stiftkrone aus Porzellan, die mit einem Stift bzw. Stäbchen im Zahnstumpf bzw. der Zahnwurzel verankert wurde. Eine zweite Konstruktionsvariante wurde 1889 von dem US-amerikanischen Zahnarzt Charles Henry Land patentiert: die Jacketkrone, die wie ein Fingerhut auf den abgeschliffenen Zahnstumpf aufgesetzt wird, wobei eine dünne Platin- oder Goldfolie für eine genaue Passung sorgt.

### Porzellanzähne als Vorreiter von Zahnimplantaten
Giuseppangelo Fonzi wird auch eine erste Vorstufe moderner einteiliger Keramikimplantate zugeschrieben: Er setzte bereits 1806 mit einem Platin-Haken versehene Porzellanzähne, die dem natürlichen Zahn in Krone und Wurzel nachgebildet waren, direkt in die Alveole ein. Ab den 1890er Jahren intensivierte sich sowohl in Europa wie auch in den USA die Suche nach geeigneten Werkstoffen für Zahnimplantate, wobei neben verschiedenen Metalllegierungen auch immer wieder Porzellanzähne zum Einsatz kamen, die zum Teil bereits eine poröse oder aufgeraute künstliche Wurzel hatten (1891 Wright, Znamensky 1891, Sholl 1903).

### Vom Porzellan zur modernen Dentalkeramik
Ein wichtiger Faktor bei der Entwicklung des Porzellanzahns war die stete Verbesserung der chemischen Zusammensetzung des keramischen Materials wie auch der Herstellungsverfahren. Die ersten Porzellanzähne aus Silikatkeramik waren noch recht spröde, eine verbesserte Festigkeit erreichten sie jedoch durch die stete Verringerung des Kaolin-Anteils zugunsten eines erhöhten Feldspatanteils. Das im Jahr 1949 in der Zahnfabrik Wienand entwickelte Vakuumbrennverfahren ermöglichte es, der keramischen Masse die eingeschlossene Luft zu entziehen und somit das Porenvolumen zu verringern, was eine erhebliche Verbesserung von Farbe und Transparenz der Porzellanzähne ergab. Neue technische Möglichkeiten ergaben sich durch die Entwicklung von Aufbrennkeramiken in den 1950er und 1960er Jahren. Die 1962 von der Vita-Zahnfabrik und Degussa entwickelte VMK® -Technik ist bis heute weltweit in Gebrauch. 1967 dann folgte die Entwicklung der ersten Aluminiumoxidkeramik und zwei Jahre darauf der ersten Glaskeramikkronen. Der aktuell verbreitetste keramische Werkstoff der Zahnmedizin – Zirkoniumdioxid – hat sich seit den 1990er Jahren etabliert.
War die Fertigung von Porzellanzähnen bislang an ein Zahnlabor gebunden, ermöglichen modernste Chairside-Verfahren eine CAD/CAM-gestützte Fertigung von Porzellanzähnen direkt in der Praxis.

## Systematik und Unterscheidungsmerkmale
Im heutigen Sprachgebrauch steht der Begriff Porzellanzahn als Trivialbezeichnung für Zahnkronen, teilweise auch Zahnbrücken sowie Zahnimplantate aus keramischen Werkstoffen, zumeist aus Zirkoniumdioxid, Glaskeramik oder Lithiumdisilikat.

### Zahnkronen
Ist die natürliche Zahnkrone irreparabel geschädigt, die Zahnwurzel jedoch noch stabil, kann als Zahnersatz eine künstliche Zahnkrone aufgesetzt werden. Wird ein solcher Porzellanzahn für den Frontbereich gefertigt, bietet Presskeramik aus Lithiumdisilikat die beste Optik. Aus einem Stück gefräste Zirkoniumdioxid-Kronen dagegen eignen sich sowohl für den Frontzahnbereich wie auch die höhere Belastung im Bereich der Eckzähne und Molaren.

### Brücken
Porzellanzähne können auch Bestandteil von Zahnbrücken sein, die Zahnlücken von einem bis zu vier fehlenden Zähnen schließen. Die hohe mechanische Belastbarkeit von Zirkoniumdioxid ermöglicht die Fertigung von Vollkeramik-Brücken, bei denen sowohl die künstlichen Zahnkronen als auch das Brückengerüst vollständig aus keramischen (metallfreien) Materialien bestehen.

### Implantate
Moderne Keramikimplantate sind seit den 1960er Jahren in Gebrauch. Den Anfang machte hier das CBS-Implantat (crystalline bone screw) aus Aluminiumoxid, das bis heute in leicht abgewandelter Form verwendet wird. In den 1970er Jahren erlangte vor allem das Tübinger Sofortimplantat große Bekanntheit.
Neben einteiligen Implantatsystemen aus Keramik sind seit MITTE 2018 auch zweiteilige, reversibel verschraubbare Keramikimplantate erhältlich, die eine individuelle Nachjustierung durch Auswahl und Einstellung des Abutments ermöglichen.

## Kosten
Die Kosten für einen Porzellanzahn hängen vor allem davon ab, welche Art der des Zahnersatzes erforderlich ist und welche keramischen Materialien zur Anwendung kommen.